# Retorn al demà
"Retorn al demà" (títol original en anglès "Return to Tomorrow") és el vintè episodi de la segona temporada de la sèrie de televisió de ciència-ficció estatunidenca Star Trek. Escrit per John T. Dugan (sota el pseudònim de "John Kingsbridge") i dirigit per Ralph Senensky, es va emetre per primera vegada el 9 de febrer de 1968.
A l'episodi, uns extraterrestres telepàtics prenen el control dels cossos del capità Kirk, la doctora Ann Mulhall (Diana Muldaur) i el primer oficial Spock per tal de construir  anfitrions per androides.
Aquest episodi va ser la primera aparició de Diana Muldaur a la franquícia Star Trek. Va tornar a aparèixer com la Dra. Miranda Jones a l'episodi de tercera temporada, "No hi ha bellesa sense veritat!" i com la Dra Katherine Pulaski a la segona temporada de Star Trek: La nova generació.

## Argument
La nau estel·lar Enterprise rep una trucada de socors d'un planeta sense vida. En arribar, un telepàtic anomenat Sargon (amb la veu de James Doohan) es dirigeix a Kirk i Spock com els seus "fills", i els convida a enviar-se cap al planeta. Kirk, Spock, Dr. McCoy, i la tinent comandant Ann Mulhall van a una volta subterrània on la veu de Sargon els saluda des d'una esfera lluminosa sobre un pedestal.
Sargon explica que ell i dos més són els últims supervivents de la seva raça; les seves ments, emmagatzemades en aquestes esferes, existeixen aquí des que el seu planeta va ser devastat per la guerra. Després, en Sargon transfereix la seva ment al cos de Kirk i la ment de Kirk a l'esfera. Sargon explica que ell i els seus companys necessitaran temporalment cossos humans per construir androides hostes per ells mateixos, i després tornaran al seu orbe. Kirk, tornat al seu propi cos, declara la seva confiança en Sargon.
De tornada a bord de l' Enterprise, els quatre es reuneixen amb l'enginyer en cap Scott per considerar la sol·licitud de Sargon, i Kirk convenç als altres amb un discurs emocionant sobre el risc. Les esferes de Sargon, la seva dona Thalassa i el seu antic enemic Henoch, són criades del planeta. McCoy supervisa mentre Sargon torna a prendre el cos de Kirk, i Thalassa i Henoch prenen els cossos de Mulhall i Spock, respectivament. Quan Sargon i Thalassa s'esgoten per la tensió de la transferència, Henoch encarrega a la infermera Chapel que prepari un sèrum que enfortirà els cossos hostes. Chapel s'adona que el sèrum de l'hiposprai designat per a Kirk no conté la fórmula correcta. Henoch confessa que té la intenció de matar en Kirk i en Sargon amb ell, per tal de mantenir el cos de Spock. Aleshores, Henoch esborra el record de Chapel de la conversa.
Comença la fabricació dels hostes dels androides. El cos de Kirk es debilita més ràpidament que els altres, i requereixen dosis addicionals del sèrum. Henoch intenta temptar Thalassa perquè conservi els cossos dels seus amfitrions, perquè les formes androides seran incapaces de sensualitat. Ella al seu torn intenta convèncer en Sargon, però ell s'ensorra. McCoy declara que el cos de Kirk ha mort i Sargon ha desaparegut. De tornada a la infermeria, McCoy és capaç de reviure les funcions corporals de Kirk, però no té cap manera de restaurar la ment de Kirk. Thalassa ofereix restaurar Kirk a canvi de l'ajuda de McCoy per mantenir el cos de Mulhall. Quan McCoy es nega, ella l'ataca telepàticament, però després canvia d'opinió i cedeix. La veu d'en Sargon l'elogia, i s'adona que en Sargon està utilitzant la nau com a cos temporal. Llavors informa a McCoy que en Sargon té un pla i el tanca fora de la sala d'examen, després de la qual cosa Chapel surt de la infermeria. McCoy torna a entrar a la sala d'examen i descobreix que Kirk i Mulhall han estat retornats als seus cossos. No obstant això, les esferes han estat destruïdes, inclosa la que tenia la ment de Spock. Kirk diu que això era "necessari" i li demana a McCoy que prepari un hiposprai letal per a Henoch.
Henoch, que ha pres el control del pont i està terroritzant la tripulació, llegeix la ment de McCoy i evita la injecció. Aleshores, Henoch ordena a Chapel que utilitzi el compost letal a McCoy. Es mou com si volgués complir, però després injecta Henoch. Henoch presumeix que només pot transferir-se a un altre cos, però descobreix que no pot a causa de la interferència de Sargon. Henoch demana pietat, però el cos de Spock s'enfonsa, aparentment mort.
Sargon li diu a Kirk que no podia permetre això. Els cossos de Spock i Chapel brillen, i Spock reviu. Sargon revela que la injecció no va ser letal; era important que McCoy i Chapel creguessin que era letal perquè Henoch també ho cregués. La ment d'en Spock havia estat col·locada temporalment al cos de Chapel.
Sargon i Thalassa anuncien que no intentaran construir cossos d'acollida, sinó que "partiran a l'oblit". Fan una petició final, que s'accepta: que se'ls permeti utilitzar els cossos de Kirk i Mulhall per última vegada per fer-se un petó.

## Doblatge al català
L’episodi va ser doblat al català pels estudis Tecni-3 (primera part) i Diálogo (segona part) i emés a TV3 l’any 1989.
| Personatge                | Actor/actriu     | Veu en català                      |
| ------------------------- | ---------------- | ---------------------------------- |
| James T. Kirk             | William Shatner  | Jordi Boixaderas                   |
| Spock                     | Leonard Nimoy    | Isidre Sola i Llop                 |
| Leonard McCoy             | DeForest Kelley  | Eduard Lluís Muntada               |
| Montgomery Scott 'Scotty' | James Doohan     | Joan Carles Gustems Domènec Farell |
| Nyota Uhura               | Nichelle Nichols | Glòria Roig Azucena Díaz           |
| Hikaru Sulu               | George Takei     | Jaume Nadal Enric Cusí             |
| Pavel Chekov              | Walter Koenig    | Quim Roca Pep Madern               |
| Christine Chapel          | Majel Barrett    | Ana Maria Mauri Rosa Gavin         |
| Ann Mulhall               | Diana Muldaur    | Pilar Rubiella                     |
| Tinent Leslie             | Eddie Paskey     | Enric Isasi-Isasmendi              |

## Recepció
Michelle Erica Green de Trek Today escriu que la història és "un episodi entretingut i atractiu sobre el poder, la lleialtat i la lluita entre els plaers físics i mentals... i com que hi ha un extraterrestre al seu cos, Spock passa molt de temps. temps somrient". De les caracteritzacions, afegeix, "Sembla que Nimoy està passant una estona meravellosa interpretant un dolent relaxat i calculador, i Shatner retrata Sargon amb una veu benèvola amplificada que fa un contrast enginyós amb el seu futur Kennedyesc parlant, exposant els valors que van enviar els humans a les estrelles".
Green observa: "L'escepticisme dels éssers divins és molt profund en aquesta sèrie", i Zach Handlen de The A.V. Club, diu sobre el mateix tema: "Estem davant d'una altra raça d'éssers divins, però per una vegada, no són aquí per turmentar a Kirk i la resta. Aquesta vegada realment necessiten ajuda i no és perquè estiguin avorrits”. Igual que Green, li agrada l'actuació: "Nimoy té l'oportunitat de fer-ho aquí, i realment val la pena. Té un mig somriure a la cara la majoria del temps i fa un gran contrast amb la noblesa una mica exagerada de Sargon i Thalassa i el seu amor". Li dóna a l'episodi una B+.
Melissa N. Hayes-Gehrke de la Universitat de Maryland va trobar que era "una trama gairebé clàssica de TOS, amb extraterrestres semblants a déus, éssers fets només d'energia, promeses de tecnologia avançada i la consciència que els poders semblants a Déu són absolutament corruptes". Va argumentar, però, que un "gran i frustrant forat de la trama" és el rebuig de Sargon de la idea que la Flota Estel·lar els podria construir-los cossos androides. "Després de tot, l'Enterprise va descobrir recentment un món poblat d'androides avançats ('Mudd, primer'). De fet, aquests androides convertirien qualsevol en un cos al qual pogués transferir la seva ment. No  sabem segur si aquests cossos tenen sentits, però és difícil imaginar un ésser humà que vulgui transferir-se’n a un per ser immortal si estiguessin limitats d'aquesta manera. Aquests cossos androides semblen perfectament adequats per a la gent de Sargon, i és molest que la manca de continuïtat de la sèrie no s'esmentés".
Eugene Myers el va classificar com un exemple superior de "diversos episodis de possessió alienígena/intercanvi de cos de la sèrie" pel que fa a l'actuació: Shatner té una "actuació matisada, caminant amb espasmes com si no estigués acostumat a les cames després d'eons sense cos", mentre que "Nimoy, per descomptat, va gaudir clarament de l'oportunitat d'estirar els seus músculs interpretatius i facials, jugant fora de personatge... per somriure, somriu i traça un camí entre les seves escenes". He rated the episode "Warp 6 (on a scale of 1-6)".